# Wardężyn
Wardężyn – wieś w Polsce położona w województwie wielkopolskim, w powiecie konińskim, w gminie Rychwał.
W latach 1975–1998 miejscowość administracyjnie należała do województwa konińskiego.
Wieś położona jest w odległości 3,5 km od drogi krajowej nr 25. W miejscowości znajduje się sklep oraz odnowiony dom kultury. 